# ویسسونست
ویسسونست (به انگلیسی: Whissonsett) یک روستا و محله مدنی در بریتانیا است که در Breckland District واقع شده‌است. ویسسونست ۵٫۵۷ کیلومتر مربع مساحت و ۴۸۸ نفر جمعیت دارد.